# Chiesa della Graziella
La chiesa di Santa Maria delle Grazie, meglio conosciuta come la Graziella, è una delle chiese più antiche di Reggio Calabria e si trova nel quartiere di Sbarre.
Ricade nel territorio della parrocchia di Santa Maria di Loreto.

## Storia
L'inaugurazione dell'edificio risale al 29 marzo 1691, come attesta un'iscrizione marmorea collocata nel prospetto.
L'edificio sorge su un terreno originariamente donato dai fratelli Domenico e Carlo Surici e destinato all'erezione di una piccola chiesa nelle contrade Verdirame e Ottobono. I primi lavori iniziano circa cinquant'anni prima dell'inaugurazione, precisamente nel 1641, grazie al contributo dei fedeli, per lo più da proprietari agricoli della zona.
Al 1732 risale un'ulteriore donazione dei terreni adiacenti destinata all'erezione del campanile e dell'edificio parrocchiale.
La tradizione vuole che la  chiesa sia stata fortemente voluta dai contadini del luogo affinché essa potesse ospitare l'effigie della Madonna, cui erano state attribuite molte "grazie" quali la liberazione da alluvioni e delle miracolose guarigioni istantanee, da cui appunto deriva l'appellativo di "Graziella".
Pare che l'immagine sacra fosse in origine collocata all'interno di un'edicola, proprio sul luogo dove successivamente fu eretta la chiesa della Graziella. Secondo quanto pervenuto l'effigie raffigurava una Madonna dalle fattezze popolane, nell'atto di allattare il suo bambino.

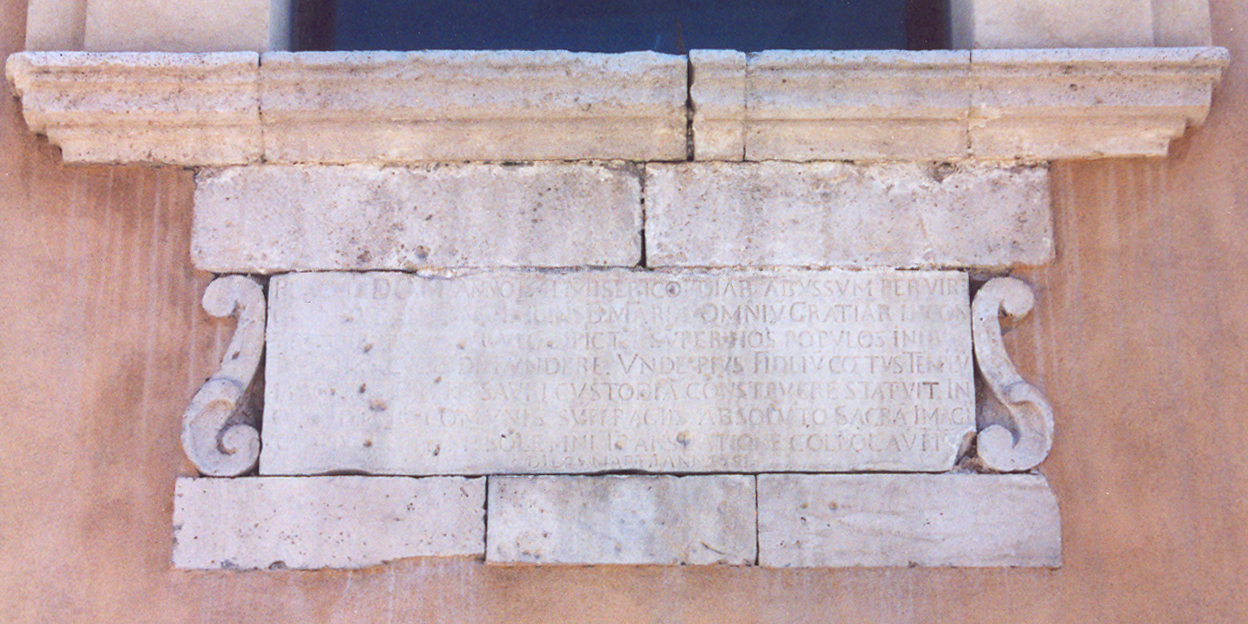
La lastra marmorea con l'iscrizione in latino

Il motivo per cui fu edificata la chiesa è iscritto su di una lastra marmorea posta sotto la finestra del campanile, che recita:
Da ciò si deduce che vi era un'immagine già esistente nel 1641, che poi fu collocata sull'altare finemente decorato con stucchi.
Non si hanno notizie precise riguardo al progetto e alle fasi di edificazione della Graziella; si conserva solo l'autorizzazione al restauro del 1796, legata alle vicende del terremoto del 1783, che fu effettuato a spese dei giardinari di Sbarre.
La creazione delle due cappelle laterali risale invece al XIX secolo.

## Descrizione
L'edificio, di modeste dimensioni, misura 20 m di lunghezza per 7 m di larghezza per 6 m di altezza, e consta di tre corpi di fabbrica adiacenti:
- la chiesa
- il campanile
- la sagrestia

Il prospetto della chiesa si connota per la sua semplicità, in accordo con lo stile architettonico dell'epoca: esempio di Barocco calabrese, è caratterizzato per il ridotto uso di elementi decorativi e per l'attenzione rivolta all'elemento del portale.
La facciata è scandita da un ordine di tre paraste giganti, sormontate da un lieve tratto di trabeazione e sostenute da un basamento in pietra. Due di queste sostengono dei fastigi secondo motivi decorativi barocchi, sormontati da acroterii.

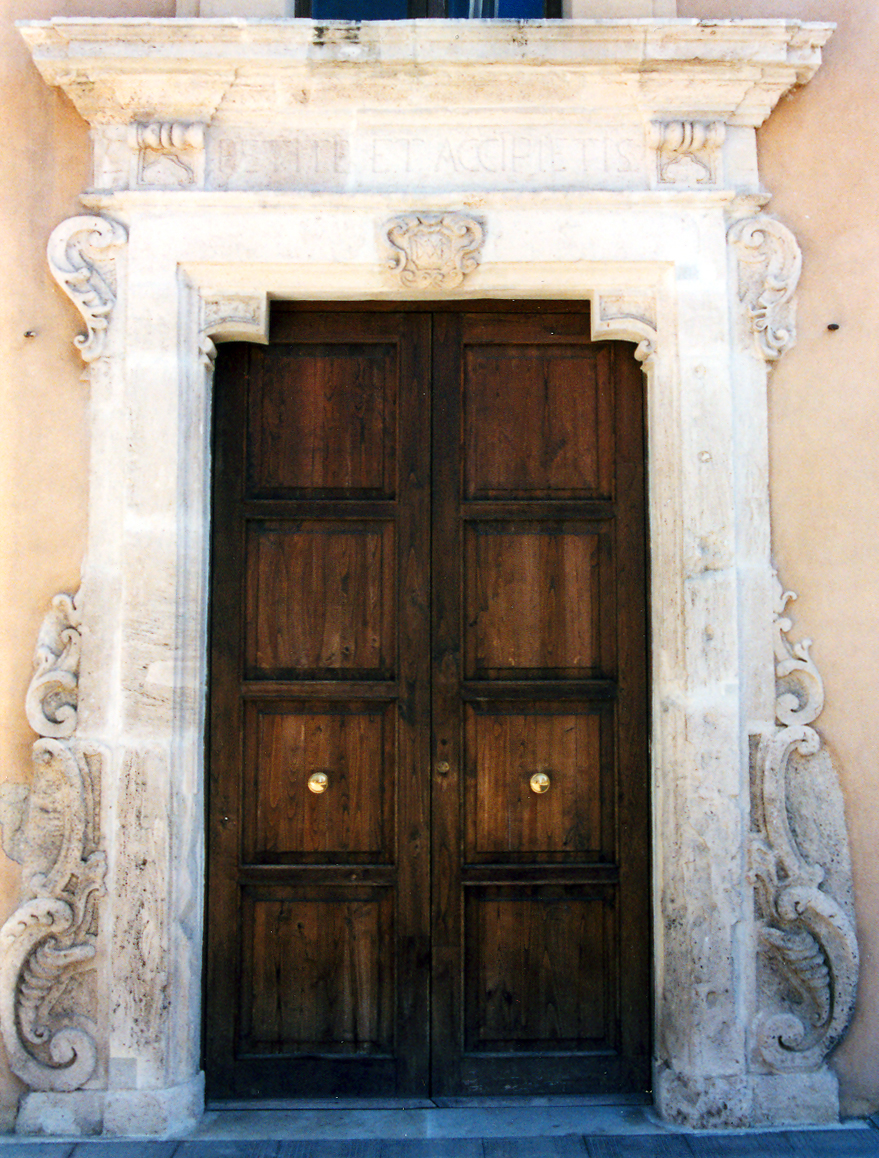
Il portale marmoreo

Il portale marmoreo architravato è delineato lateralmente da una serie di motivi d'acanto, e sormontato da una trabeazione sulla quale si imposta la finestra sovrastante, con la particolare terminazione ad arco a sesto ribassato.
Un'altra finestra è collocata sul prospetto dell'originario campanile, al di sotto della quale è inserita la lastra marmorea commemorativa dell'inaugurazione dell'edificio.
La terminazione superiore di questo vano si presenta priva di completezza, al contrario di quella più compiuta del vano della chiesa, è caratterizzata invece dalla presenza delle tipiche volute di raccordo tra l'elemento curvilineo sommitale e la trabeazione delle paraste laterali.
La chiesa si presenta a navata unica e a pianta rettangolare, orientata secondo la tradizione orientale-bizantina largamente diffusa a Reggio e in Calabria. Essa termina con un profondo coro nel quale si apre la porta d'accesso al vano quadrangolare della sagrestia. Attraverso un'apertura posta a sinistra dell'ingresso alla chiesa si accede invece al campanile.
L'interno si presenta scandito da paraste sormontate da una cornice che ne percorre tutto il perimetro. Sul lato sinistro della navata si succedono tre vani:
- il primo, partendo dall'ingresso, contiene la porta d'accesso all'adiacente vano del campanile;
- il secondo, realizzato nel 1822, ospitava un altare dedicato all'Addolorata;
- il terzo, prossimo al coro, ospita una cappella con altare in muratura, rivestito di stucchi con motivi d'acanto. Un'iscrizione nella trabeazione riporta l'indicazione:

L'altare, collocato nella parete di fondo del coro, è un importante esempio di arredo barocco. Realizzato in stucco, è caratterizzato dalla presenza di due colonne isolate di ordine salomonico (tortile), scanalate, ricche di motivi decorativi fitomorfi e che sorreggono un'alta trabeazione. La cona dell'altare è vivacemente decorata con motivi acantiformi, rosette e putti alati.
Del patrimonio decorativo e degli originali arredi rimane poco o nulla, infatti i due eventi sismici (1783 e 1908), gli eventi bellici, le alluvioni e l'incuria cui è stata sottoposta per lungo tempo, hanno gravemente danneggiato l'edificio della chiesa. Solo di recente (nel 2000) sono stati portati a termine i restauri, che hanno ripristinato solo in parte l'originario aspetto dell'edificio. La copertura lignea a falde è stata interamente rifatta, così come gli intonaci, esterni ed interni; inoltre in due punti della navata è possibile vedere una porzione dell'originario tessuto murario, realizzato con materiali locali.
La differente tessitura muraria dei due saggi lasciati a vista fa pensare che probabilmente nel corso dei secoli l'edificio subì dei rimaneggiamenti, e forse neppure le cappelle ricavate nella parete sinistra della navata risalgono all'impianto originario. Il pulpito in legno, in origine addossato alla parete destra della navata, è andato perduto.
Il 30 aprile 2000 la chiesa è stata restituita al culto.